# Namonuito
El atolón Namonuito, también llamado Namonweito, Weito, o islas Magur, es el atolón más grande de los Estados Federados de Micronesia y de las islas Carolinas, con una superficie total de 2.267 km², aunque se considera mayor la laguna de Truk, a pesar de ser un atolón una fase temprana de formación. En Micronesia, solo el atolón de Kwajalein de las islas Marshall es mayor. 
El atolón Namonuito se encuentra en la región noroeste (Oksoritod) del estado de Chuuk, el estado federado más grande de los Estados Federados de Micronesia. Está a unos 170 km al noreste de la Laguna de Truk (medido a partir del islote Pisaras hasta la parte septentrional y occidental de la franja de arrecifes de la Laguna de Truk ). Es más o menos de forma triangular, con la base de unos 82 km a lo largo de su lado sur. La esquina suroeste del triángulo está marcada por la isla Ulul, la principal, la más grande y más poblada, también llamada Onoun. Los demás islotes se encuentran principalmente en el lado noreste, desde el islote Pisaras en la esquina sureste al islote Magur (Makur) en la esquina norte. Los 12 islotes tienen una superficie total de tan solo 4,5 km². La población total es de 1.341 personas (censo de 2000). 
El borde del arrecife del atolón está sumergido en su mayor parte y está marcado por el color más claro de las aguas del mismo. Las profundidades en el arrecife oscilan de los 0,9 a los 18,3 metros. El arrecife parece estar en proceso de formación y puede cruzarse por muchos lugares. La laguna no es de profundidad uniforme. A excepción de una zona de 5,5 metros, situada a 22 km al oeste de la isla Pisaras, y un arrecife algo separado, con profundidades de 2,7 a 3,7 metros, ubicado a unos 10 km de Pisaras, parece que hay no menos de 9 metros sobre el coral vivo. 
La isla Pisaras tiene cocoteros y otros árboles que crecen en ella. Unos arrecifes se extienden por el noroeste y el norte noroeste de la isla que rodean una laguna sucia y poco profunda. La isla Ulul está densamente cubierta con palmas de coco. Un arrecife seco bordea la isla, y en ella hay una estación de radio. 
El atolón tiene cinco de los 40 municipios del estado de Chuuk, enumerados en el orden contrario, con la población (2000):
| Municipio        | Nombre antiguo o alternativo | Tierra área km² | Población (censo 2000) | Ubicación        | Islas                                                      | Coordenadas |
| ---------------- | ---------------------------- | --------------- | ---------------------- | ---------------- | ---------------------------------------------------------- | --- |
| Onoun            | Ulul                         | 2,54            | 598                    | esquina sudoeste | Arrecife O Isla Ulul                                       | 08°37′04″N 149°40′56″E / 8.61778, 149.68222 08°35′22″N 149°39′37″E / 8.58944, 149.66028                                                                                         |
| Piherararh       | Pisaras                      | 0,80            | 227                    | esquina sudeste  | Islote Wabonoru Isla Pisaras Islote Pielimal Islote Weltot | 08°35′50″N 150°21′18″E / 8.59722, 150.35500 08°34′55″N 150°24′26″E / 8.58194, 150.40722 08°36′50″N 150°22′38″E / 8.61389, 150.37722 08°37′15″N 150°22′16″E / 8.62083, 150.37111 |
| Unanu            | Onari                        | 0,26            | 178                    | lado noreste     | Isla Onari islote Bihof Islote Behiliper Islote Amurtride  | 08°45′11″N 150°19′46″E / 8.75306, 150.32944 08°45′43″N 150°19′24″E / 8.76194, 150.32333 08°46′03″N 150°19′02″E / 8.76750, 150.31722 08°46′10″N 150°18′47″E / 8.76944, 150.31306 |
| Onou             | Ono                          | 0,31            | 182                    | lado noreste     | Isla Ono                                                   | 08°47′52″N 150°16′58″E / 8.79778, 150.28278 |
| Makur            | Islas Magur                  | 0,47            | 156                    | esquina norte    | Isla Magur Islote Magererik                                | 08°59′27″N 150°07′22″E / 8.99083, 150.12278 08°57′24″N 150°03′53″E / 8.95667, 150.06472                                                                                         |
| Atolón Namonuito | Islas Magur                  | 4,38            | 1.341                  |                  |                                                            | 08°40′00″N 150°00′00″E / 8.66667, 150.00000 |